# Tulanie chleba
Tulanie chleba – dawny obrzęd weselny, praktykowany na Ziemi Łódzkiej, Kurpiach i lokalnie też w innych rejonach centralnej Polski. 
Po ślubie i powrocie do domostwa panna młoda całowała spoczywający na stole chleb, a następnie przy śpiewie zebranych w izbie kobiet toczyła go wokół stołu. Po tym chleb krojono i dzielono między wszystkich obecnych na weselu gości. Obrzęd ten miał na celu potwierdzenie przez pannę młodą przyjęcia na siebie obowiązków gospodyni w nowym domu. Tulanie chleba miało też gwarantować dostatek. 